# Sacrifice (2020)
Sacrifice (2020) – gala wrestlingu, zorganizowana przez amerykańską federację Impact Wrestling we współpracy z Ohio Valley Wrestling, która była transmitowana za pomocą platformy Impact Plus. Odbyła się 22 lutego 2020 w Davis Arena w Louisville. Była to jedenasta gala z cyklu Sacrifice.
Karta walk składała się z jedenastu pojedynków, w tym dwóch o tytuły mistrzowskie, a samo wydarzenie poprzedziły dwa Preshow matche. W walce wieczoru Tessa Blanchard, Impact World Championka, pokonała Ace’a Austina, Impact X Division Championa, w Non Title Champion vs. Champion matchu. W innych pojedynkach The North (Ethan Page i Josh Alexander) utrzymali Impact World Tag Team Championship przeciwko The Rascalz (Trey i Wentz), a Jordynne Grace obroniła Impact Knockouts Championship po zwycięstwie nad Havok.

## Wyniki walk
Zestawienie zostało oparte na źródle:
| Nr                                                                   | Wyniki                                                                             | Stypulacje                                          | Czas  |
| -------------------------------------------------------------------- | ---------------------------------------------------------------------------------- | --------------------------------------------------- | ----- |
| 1P                                                                   | AJ Daniels pokonał D’Mone Solavino                                                 | Singles match                                       | bd.   |
| 2P                                                                   | Max the Impaler pokonała Cali Young (z DL3)                                        | Singles match                                       | bd.   |
| 3                                                                    | Rohit Raju pokonał Coreya Storma                                                   | Singles match                                       | 6:30  |
| 4                                                                    | The North (Ethan Page i Josh Alexander) (c) pokonali The Rascalz (Trey i Wentz)    | Tag Team match o Impact World Tag Team Championship | 20:20 |
| 5                                                                    | Kiera Hogan pokonała Ray Lyn                                                       | Singles match                                       | 11:10 |
| 6                                                                    | Willie Mack pokonał Jaya Bradleya                                                  | Singles match                                       | 6:35  |
| 7                                                                    | Larry D i Acey Romero pokonali Ohio Versus Everything (Dave Crist i Madman Fulton) | Tag Team match                                      | 13:55 |
| 8                                                                    | Daga pokonał Jake’a Crista                                                         | Singles match                                       | 16:40 |
| 9                                                                    | Joey Ryan pokonał Johnny’ego Swingera                                              | Singles match                                       | 8:10  |
| 10                                                                   | Jordynne Grace (c) pokonała Havok                                                  | Singles match o Impact Knockouts Championship       | 5:45  |
| 11                                                                   | Rhino pokonał Moose’a w wyniku dyskwalifikacji                                     | Singles match                                       | 2:45  |
| 12                                                                   | Moose pokonał Rhino                                                                | No Disqualification match                           | 11:55 |
| 13                                                                   | Tessa Blanchard (World Champion) pokonała Ace’a Austina (X Division Champion)      | Non Title Champion vs. Champion match               | 18:35 |
| (c) – mistrz/mistrzyni przed walkąP – walka miała miejsce w pre-show |                                                                                    |                                                     |       |